# Phakopsora schreberae
Phakopsora schreberae är en svampart som beskrevs av Bagyan., P. Ramesh & Y. Ono 2001. Phakopsora schreberae ingår i släktet Phakopsora och familjen Phakopsoraceae.   Inga underarter finns listade i Catalogue of Life.